# Nordfjord (fjord)
De Nordfjord is een van de langste Noorse fjorden en is gelegen in de provincie Vestland. De fjord is 106 km lang.
Enkele zijarmen van de Nordfjord zijn de Vågsfjord, Fåfjord, Rugsundet, van de Ytre Nordfjord, Eidsfjord, Isefjord, Ålfotfjord, Hundvikfjord, Hyefjorden van deGloppefjord met de Utfjord en Innvikfjord.
Enkele grotere plaatsen zijn Stryn aan de Innvikfjord, Nordfjordeid aan de Eidsfjord, Måløy op het eiland Vågsøy aan de monding van de fjord en Sandane aan de Gloppenfjord.
De regio Nordfjord is vernoemd naar de fjord.